# Affhöllerbach

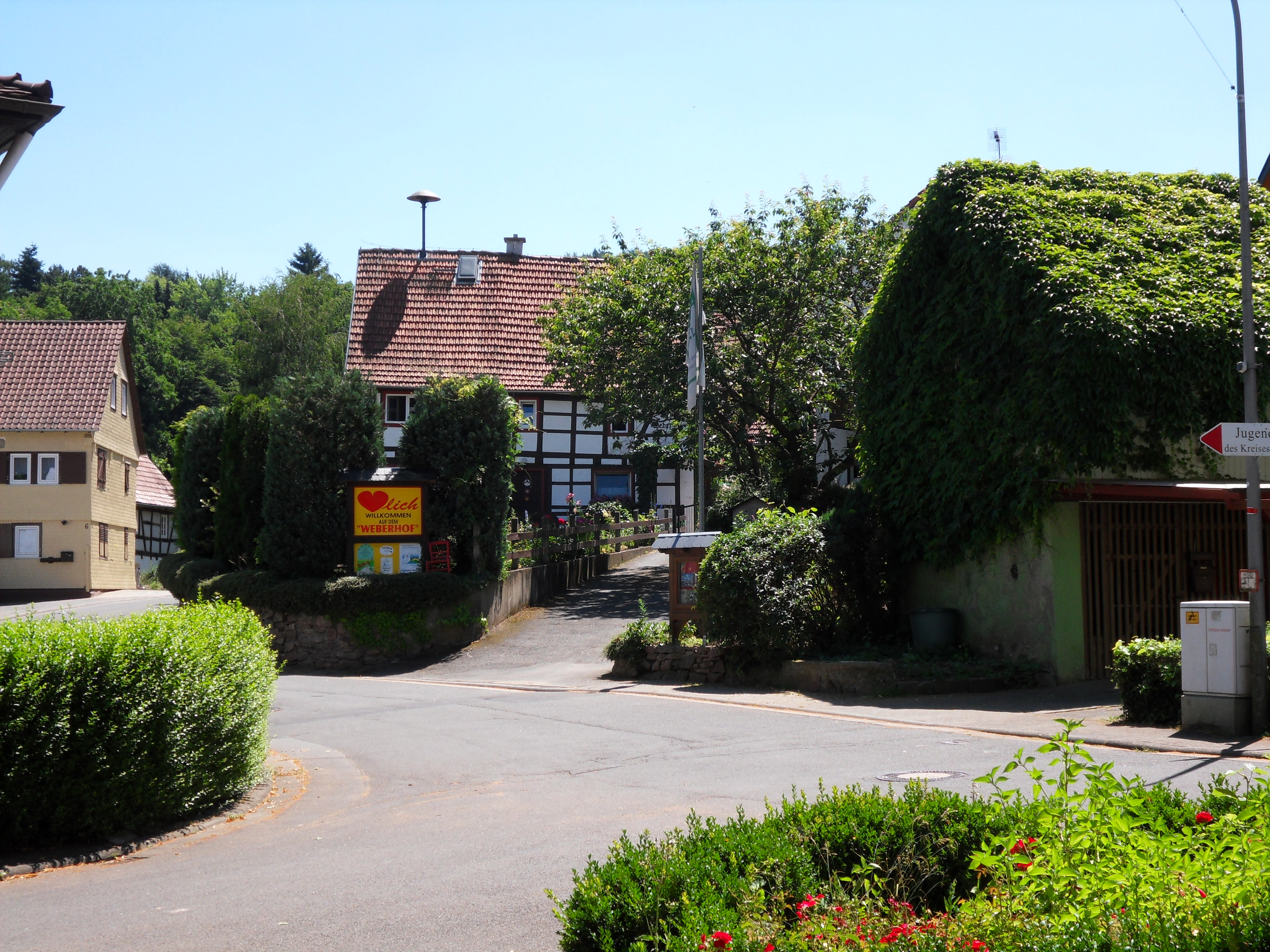
Ortsmittelpunkt mit Blick auf denkmalgeschützte Fachwerkwohnhäuser in der Böllsteiner Straße

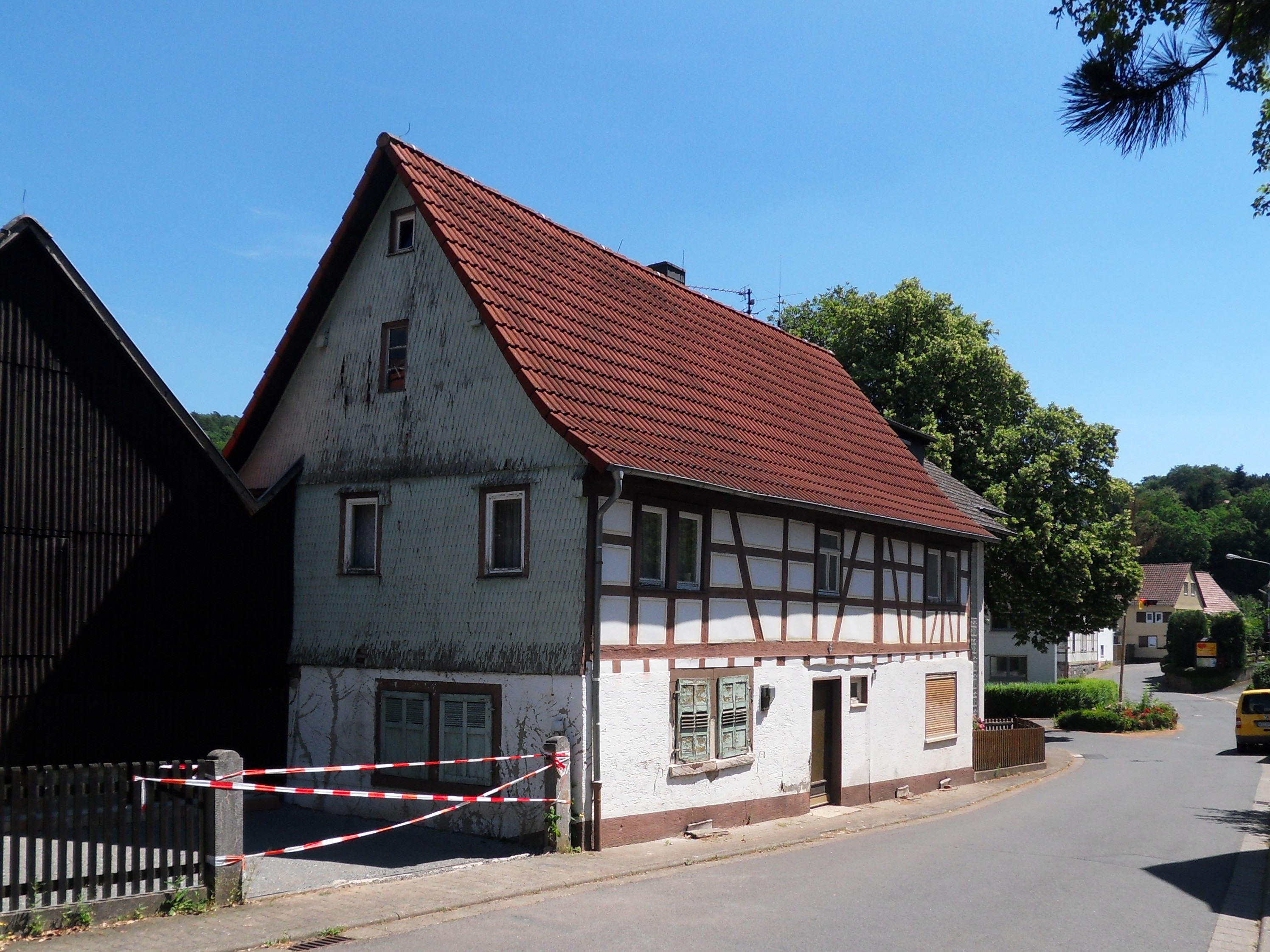
Denkmalgeschütztes Fachwerkwohnhaus am Ortsmittelpunkt in der Lindenstraße

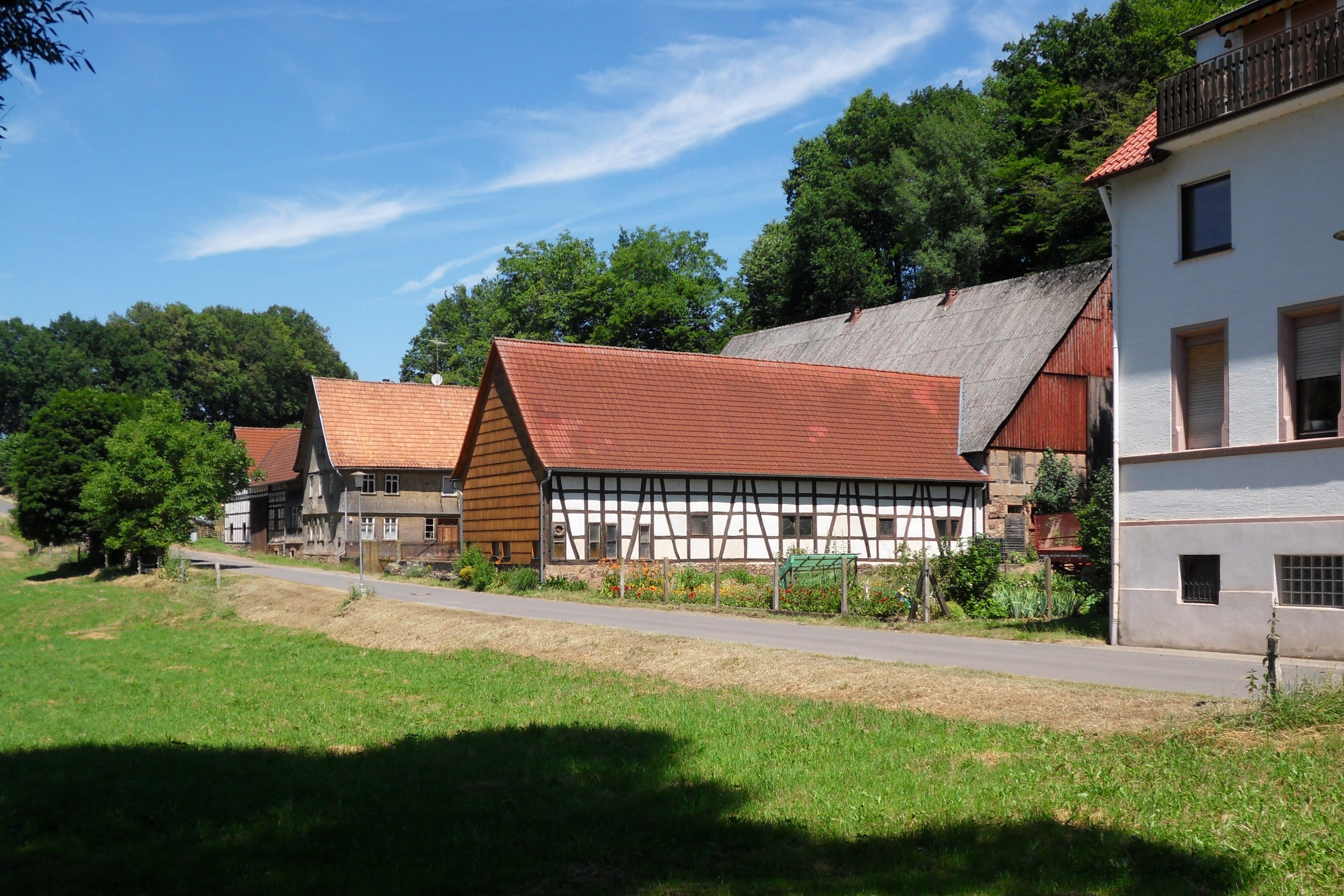
Der denkmalgeschützte Schulzenhof, eine stattliche Hofanlage in der Kilsbacher Straße außerhalb des Dorfes

Affhöllerbach ist ein Ortsteil der Gemeinde Brensbach im südhessischen Odenwaldkreis und hat zusammen mit dem benachbarten Kilsbach rund 210 Einwohner.

## Geographie
Affhöllerbach liegt im Norden des Odenwalds am Oberlauf des Affhöllerbachs, der, von der nahen Wasserscheide der Mümling bei Böllstein kommend, nach Nordwesten der Gersprenz zufließt. Während die Höhen oberhalb der Ortslage bewaldet sind, öffnen sich zur Gerspenzniederung hin weite landwirtschaftlich genutzte Flächen. Zur Gemarkung gehören im Süden der Weiler Stierbach und die Ruine der Burg Schnellerts auf dem gleichnamigen 350 Meter hohen Berg. Nördlich der Ortslage findet sich abseits aller klassifizierten Wege der Weiler Kilsbach. Auf dem an der nördlichen Gemarkungsgrenze gelegenen Bergrücken namens Vogelherd (371 Meter) liegt ein Granitsteinbruch. Der höchste Punkt der Gemarkung erreicht 405 Meter. Über diesen Punkt führt die Straße von Brensbach nach Böllstein. Die Gemarkung Affhöllerbach gehört geologisch zum kristallinen Odenwald.
Affhöllerbach liegt in der Region Starkenburg und im Geo-Naturpark Bergstraße-Odenwald.

## Geschichte

### Ortsgeschichte
Der Ortsname leitet sich vom mittelhochdeutschen Wort affolter für „Apfelbaum“ ab. Das Bestehen des Ortes ist unter dem Namen Effolderbach seit 1450 urkundlich bezeugt. Affhöllerbach gehörte zum Zentgericht und zum Kirchspiel von Kirchbrombach und damit zur Herrschaft Breuberg. Im Jahr 1806 kam der Ort mit der Grafschaft Erbach an das Großherzogtum Hessen.
Nach Auflösung der alten Amtsstruktur 1822 fiel der Ort in den Zuständigkeitsbereich des Landgerichts Höchst, nach der Reichsjustizreform von 1877 ab 1879 in den des Amtsgerichts Höchst im Odenwald.
Hessische Gebietsreform (1970–1977)
Im Zuge der Gebietsreform in Hessen wurde die Gemeinde Affhöllerbach mit den zu ihr gehörenden Weilern Kilsbach und Stierbach am 1. Februar 1971 auf freiwilliger Basis nach Nieder-Kainsbach eingemeindet. Am 1. August 1972 erfolgte durch Landesgesetz die Eingliederung von Nieder-Kainsbach zugleich mit den Gemeinden Höllerbach, Wallbach und Wersau in die Gemeinde Brensbach.
Für Affhöllerbach mit Kilsbach wurde ein Ortsbezirk mit Ortsbeirat und Ortsvorsteher nach der Hessischen Gemeindeordnung eingerichtet. Der nach wie vor zur Gemarkung Affhöllerbach zählende Weiler Stierbach wurde in den Ortsbezirk Nieder-Kainsbach integriert.

### Einwohnerentwicklung
- 1730: 8 wehrfähige Männer[1]
- 1961: 165 evangelische (= 80,48 %), 38 katholische (= 18,54 %) Einwohner[1]

| Affhöllerbach: Einwohnerzahlen von 1829 bis 2024 | Affhöllerbach: Einwohnerzahlen von 1829 bis 2024 | Affhöllerbach: Einwohnerzahlen von 1829 bis 2024 | Affhöllerbach: Einwohnerzahlen von 1829 bis 2024 | Affhöllerbach: Einwohnerzahlen von 1829 bis 2024 |
| --- | ------------------------------------------------ | ------------------------------------------------ | ------------------------------------------------ | ------------------------------------------------ |
| Jahr |                                                  |                                                  |                                                  | Einwohner                                        |
| 1829 | 1829                                             |                                                  | 117                                              | 117                                              |
| 1834 | 1834                                             |                                                  | 239                                              | 239                                              |
| 1840 | 1840                                             |                                                  | 262                                              | 262                                              |
| 1846 | 1846                                             |                                                  | 258                                              | 258                                              |
| 1852 | 1852                                             |                                                  | 275                                              | 275                                              |
| 1858 | 1858                                             |                                                  | 228                                              | 228                                              |
| 1864 | 1864                                             |                                                  | 243                                              | 243                                              |
| 1871 | 1871                                             |                                                  | 243                                              | 243                                              |
| 1875 | 1875                                             |                                                  | 222                                              | 222                                              |
| 1885 | 1885                                             |                                                  | 195                                              | 195                                              |
| 1895 | 1895                                             |                                                  | 201                                              | 201                                              |
| 1905 | 1905                                             |                                                  | 203                                              | 203                                              |
| 1910 | 1910                                             |                                                  | 218                                              | 218                                              |
| 1925 | 1925                                             |                                                  | 225                                              | 225                                              |
| 1939 | 1939                                             |                                                  | 182                                              | 182                                              |
| 1946 | 1946                                             |                                                  | 271                                              | 271                                              |
| 1950 | 1950                                             |                                                  | 258                                              | 258                                              |
| 1956 | 1956                                             |                                                  | 221                                              | 221                                              |
| 1961 | 1961                                             |                                                  | 205                                              | 205                                              |
| 1967 | 1967                                             |                                                  | 208                                              | 208                                              |
| 1970 | 1970                                             |                                                  | 202                                              | 202                                              |
| 1980 | 1980                                             |                                                  | ?                                                | ?                                                |
| 1990 | 1990                                             |                                                  | ?                                                | ?                                                |
| 2000 | 2000                                             |                                                  | ?                                                | ?                                                |
| 2011 | 2011                                             |                                                  | 201                                              | 201                                              |
| 2015 | 2015                                             |                                                  | 210                                              | 210                                              |
| 2020 | 2020                                             |                                                  | 213                                              | 213                                              |
| 2024 | 2024                                             |                                                  | 211                                              | 211                                              |
| Datenquelle: Historisches Gemeindeverzeichnis für Hessen: Die Bevölkerung der Gemeinden 1834 bis 1967. Wiesbaden: Hessisches Statistisches Landesamt, 1968. Weitere Quellen: LAGIS; nach 1970 Gemeinde Brensbach; Zensus 2011 |                                                  |                                                  |                                                  |                                                  |

## Kulturdenkmäler
Der Schulzenhof in Affhöllerbach und einige andere Anwesen stehen ebenso unter Denkmalschutz, wie die Gesamtanlage des Weilers Kilsbach und die Burgruine Schnellerts.

## Verkehr
Von dem nahe gelegenen Nieder-Kainsbach aus führt die Kreisstraße K 81 in östlicher Richtung nach Affhöllerbach und endet hier. Über diesen Nachbarort ist Affhöllerbach an die Bundesstraße 38 angeschlossen.